# Егоров, Александр Александрович (винодел)
Егоров Александр Александрович (15 июля 1874, Поневеж, Ковенская губерния — 1 мая 1969, Ялта, Крымская область) — русский и советский учёный. Знаменитый крымский винодел Массандры, создатель многих вин, в том числе одного из лучших — Мускат белый Красного камня.

## Биография
Закончил естественное отделение физико-математического факультета Московского университета в 1897 году. По окончании университета поступает рядовым рабочим на винодельню Абрау-Дюрсо.
«Как интересно было наблюдать практику с азов, даже с мытья полов на винодельне, — вспоминал впоследствии Егоров. — Ведь это навсегда приучило меня любить чистоту и опрятность в нашем производстве. В этой обстановке зародилось стремление к всестороннему практическому познанию каждого технического процесса и непреклонная требовательность к себе».
В Абрау-Дюрсо знакомится с главным виноделом Удельного ведомства Л. С. Голицыным, который становится его учителем.
В 1899 году назначен помощником винодела в «Массандру», откуда после нескольких месяцев работы командирован в Грузию, где за 25 лет прошёл трудовой путь от помощника винодела Тбилисского удельного имения до заведующего всеми удельными имениями региона. В Грузии разрабатывает новую технологию промышленного приготовления вин, изучает местные сорта винограда и разрабатывает серию впоследствии ставших знаменитыми кавказских вин: Цинандали, Мукузани, Карданахи, Напареули, Телиани и др.
С 1925 по 1935 год — главный специалист Закавказского Винсиндиката. За этот период выявляет перспективные для приготовления столовых вин местные сорта винограда Баян ширей, Тавквери и др.
С 1935 года — главный винодел совхоза «Ливадия».
С 1936 по 1962 год — главный винодел винкомбината «Массандра», создал с коллегами уникальную коллекцию массандровских марочных вин. Под руководством А. А. Егорова завод смог пройти через Вторую мировую войну, эвакуацию, тяжёлый период послевоенного восстановления.
Основываясь на многолетних традициях, Егоров сделал вкус и букет крымских вин ярче и насыщеннее, они стали более запоминающимися и узнаваемыми. Учёным было написано более пятидесяти научных трудов, которые и сегодня остаются практическими пособиями для виноделов.
Прожил почти 95 лет, каждый день употребляя небольшое количество столового вина или мадеры. Традиции деда продолжает его внук — Юрий Дмитриевич Егоров, который по сей день работает на знаменитом заводе «Массандра».

## Марки вин, созданные под руководством Егорова
| Год создания | Название                    |
| ------------ | --------------------------- |
| 1936         | Портвейн белый Сурож        |
| 1940         | Мускат белый Южнобережный   |
| 1940         | Портвейн белый Крымский     |
| 1946         | Мускат белый Красного камня |
| 1944         | Херес Массандра             |
| 1949         | Кокур десертный Сурож       |

## Основные печатные труды А.А. Егорова
Вина Закавказских республик. — Симферополь: Крымиздат, 1947. — 58 с.
Вопросы виноделия: избранные работы. — М.: Пищепромиздат, 1955. — 236 с.
Вина комбината «Массандра». — Симферополь: Крымиздат, 1962. — 39 с.
Солнце в бокале: Записки винодела. — Ростов-на-Дону, 1967. — 63 с.
Воспоминания, переписка, отчёты / Сост. Митяев В. В. — Массандра, 1998.

## Оценки современников
А. И. Микоян: «Ваша творческая деятельность в Крыму, Грузии, Азербайджане дала стране целую гамму вин по праву являющихся гордостью советского виноделия и пользующихся мировой известностью».
Г. И. Гоголь-Яновский: «Творчество Егорова внесло в историю русского виноградарства и виноделия одну из прекрасных страниц, откуда видна настоящая преданность нашему делу, которая должна принести самые плодотворные результаты».
П. А. Павленко: «Как путешественник, сохранивший в памяти ландшафты исследованных им стран и извилистых пройденных дорог, Егоров перенёс через всю свою жизнь вкус сотен деревенских вин, их цвет и запах, характер и тип, и это даёт ему возможность говорить о виноделии Грузии и Азербайджана, Нагорного Карабаха и Абхазии, Армении и Дагестана, Крыма и Узбекистана со знанием коренного жителя и лёгкостью энциклопедиста».

## Государственные награды
Орден Святой Анны 3-й степени (1911)
Орден Ленина
Орден Трудового Красного Знамени
Орден «Знак Почёта»
Медаль «За доблестный труд в Великой Отечественной войне 1941—1945 гг.».

## Память о виноделе
В 1974 году именем А. А. Егорова названа центральная улица в пгт Массандра.
В 1997 году на территории винодельческого комбината «Массандра» установлен бюст А. А. Егорова.
|                                                                        |  |                                                   |  |                                                   |  |
| Бюст А. А. Егорову на территории винодельческого комбината «Массандра» |  | Могила А. А. Егорова на старом ялтинском кладбище |  | Могила А. А. Егорова на старом ялтинском кладбище |  |